# Power Macintosh 7100
Il Power Macintosh 7100 è un computer prodotto da Apple, nella serie personal computer Power Macintosh, venduto fra il marzo 1994 e il gennaio 1996. Il suo obiettivo era presentare un Power Macintosh 6100 più veloce e potente e maggiormente espandibile.

## La nuova linea
Apple presentò il Power Macintosh 7100 come un "restyle" della vecchia gamma. La nuova scatola grigia voleva confermare che Apple stava cercando di riprendere mercato.
Nel gennaio 1995 fu presentato un altro modello dello stesso computer che portava la velocità della CPU da 66 MHz a 80 MHz.

## I due modelli
Il Power Macintosh 7100 fu commercializzato in due modelli con schede audio e video differenti. Il 7100AV include una card con 2MB di VRAM, un'entrata e un'uscita S-video.
Il modello invece più "abbordabile" integra una scheda video con 1MB di VRAM e non è compatibile con l'S-video.

## Nome in codice
Durante lo sviluppo del Power Macintosh 7100, come a tutti gli altri prodotti Apple, anche questo computer ricevette un nome in codice: Carl Sagan. Questo è il nome di un famoso astrofisico americano, e quando questi scoprì che una macchina portava il suo nome decise di querelare Apple.
La denuncia aveva due motivazioni: la prima era che Apple aveva utilizzato il nome senza permesso e la seconda era legata al nome degli altri due modelli di Power Macintosh in fase di sviluppo.
La ditta di Cupertino stava creando anche due altri computer, il Power Macintosh 8100 e il Power Macintosh 6100. Questi portavano il nome in codice di "Fusione Fredda" e "Uomo di Piltdown", due famose scoperte scientifiche che si erano poi rivelate delle bufale. Sagan trovava offensivo il fatto che il suo nome fosse associato alle altre due scoperte.
Dopo una lunga battaglia fra Apple e Sagan, l'azienda cedette e il team modificò il nome in codice. Il team di sviluppo decise di modificare il nome in codice in BHA (Butt Head Astronomer), che si potrebbe tradurre con "Astronomo testa di cavolo". Sagan ritenne il nuovo nome offensivo nei suoi confronti e citò in giudizio Apple, ma perse la causa legale. Comunque la società decise di rinominare nuovamente il computer chiamandolo LAW (Lawyers are Wimps), ovvero "Gli avvocati sono degli sfigati".

## Dismissione
Il Power Macintosh 7100 fu dismesso circa due anni dopo la sua introduzione sul mercato. Fu sostituito dal Power Macintosh 7200 e dal Power Macintosh 7500.